# Meek’s Grain Store

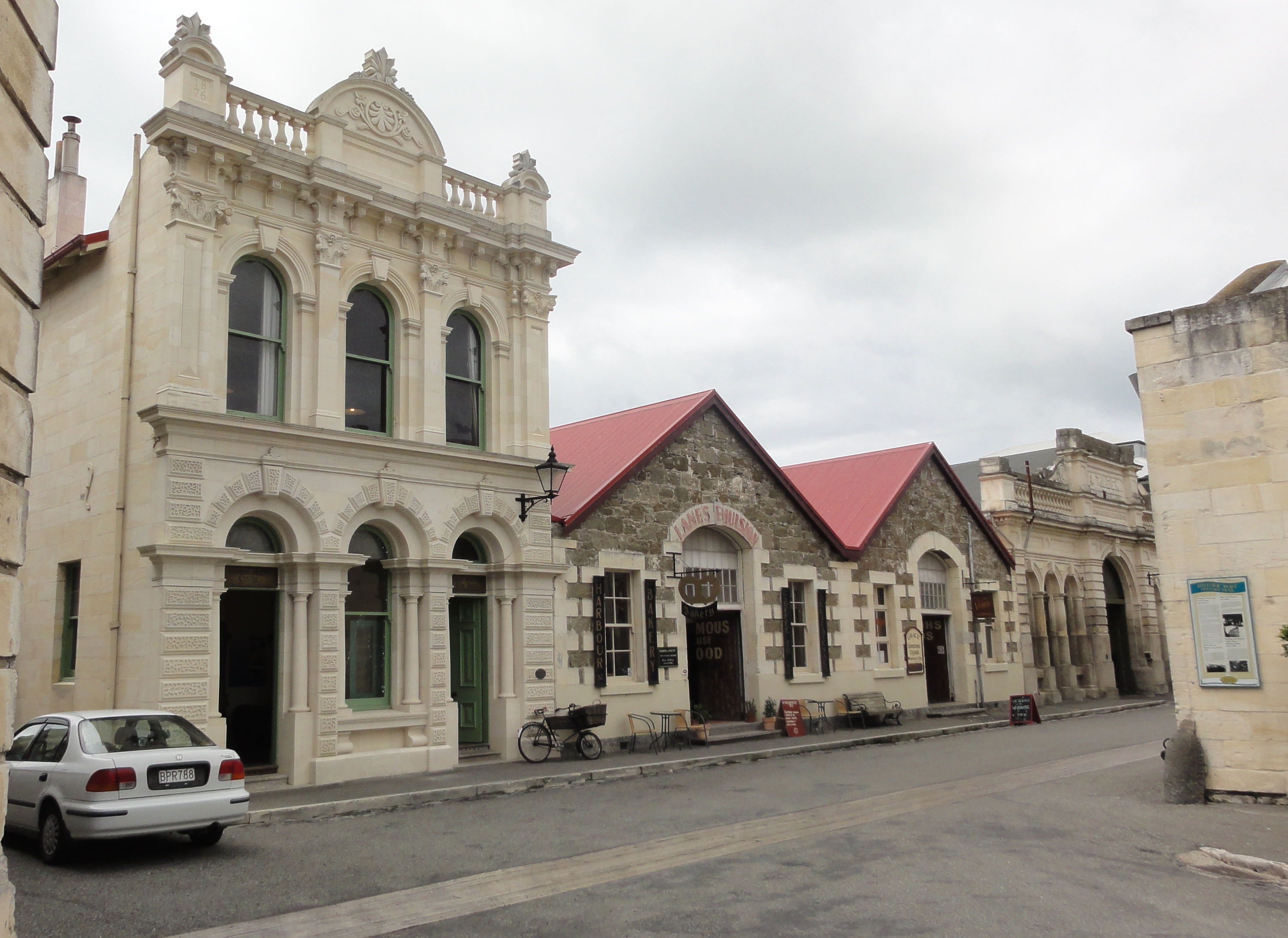
Beginn der Harbour Street, ganz rechts noch sichtbar Meek’s Grain Store

Meek’s Grain Store ist ein historisches Bauwerk in der Harbour Street im viktorianischen Stadtkern der neuseeländischen Stadt Oamaru in der Region Otago.
Es wurde 1876 nach Entwürfen der Architekten Forrester & Lemon im historischen Stadtkern Oamarus für Thomas Meek’s Getreidehandels- und Mühlenunternehmen J. And T. Meek als Getreidelagerhaus im Umfeld des Hafens erbaut. Das im viktorianischen Stil aus Oamaru Stone errichtete Bauwerk wurde über seine Geschichte vorwiegend als Lagerhaus für Getreide und Wolle verwendet. Während die Vorderseite des Gebäudes an die Harbour Street anschließt, hat es auf der Rückseite Anschluss an die Bahnanlagen des früher bedeutsamen Seehafens von Oamaru.
Am 2. Juli 1982 wurde das Gebäude vom New Zealand Historic Places Trust unter der Nummer 2288 als Denkmal der Kategorie 2 (Historic Place Category II) eingestuft.
Weitere mit Meeks Geschäftstätigkeit verbundene Baudenkmale in Oamaru sind Meek’s Flourmill und Meeks Grain Elevator Building.